# رایان اسکافیلد
رایان اسکافیلد (انگلیسی: Ryan Schofield؛ زادهٔ ۱۱ دسامبر ۱۹۹۹) بازیکن فوتبال اهل بریتانیا است.
از باشگاه‌هایی که در آن بازی کرده‌است می‌توان به باشگاه فوتبال هادرزفیلد تاون، باشگاه فوتبال تلفورد یونایتد، باشگاه فوتبال نوتس کانتی، و باشگاه فوتبال یونایتد آف منچستر اشاره کرد.
وی همچنین در تیم‌های ملی فوتبال زیر ۱۸ سال انگلستان، زیر ۱۹ سال انگلستان، و زیر ۲۰ سال انگلستان بازی کرده‌است.